# 普赖斯特
普赖斯特是德国莱茵兰-普法尔茨州的一个市镇。总面积6.42平方公里，总人口670人，其中男性324人，女性346人（2011年12月31日），人口密度104人/平方公里。